# Elecciones municipales de 2015 en la provincia de Zaragoza
Las elecciones municipales de 2015 en la provincia de Zaragoza se celebraron el día 24 de mayo.

## Resultados en número de alcaldes
| Partido           | Alcaldes salientes | Alcaldes electos | Diferencia |
| PSOE              | 130                | 133              | 3          |
| PP                | 72                 | 68               | 4          |
| PAR               | 79                 | 67               | 12         |
| CHA               | 10                 | 14               | 4          |
| G:IU-LV           | 0                  | 2                | 2          |
| Cs                | 0                  | 2                | 2          |
| Zaragoza En Común | 0                  | 1                | 1          |
| Independientes    | 1                  | 8                | 7          |
| ----------------- | ------------------ | ---------------- | ---------- |

## Alcaldes salientes y alcaldes electos en municipios de más de 3.000 habitantes
| Municipio                 | Población | Alcalde saliente               | Partido | Alcalde electo o reelecto      | Partido           |
| Alagón                    | 7.052     | José María Becerril Gutiérrez  | PSOE    | José María Becerril Gutiérrez  | PSOE              |
| Borja                     | 4.931     | Francisco Miguel Arilla Andía  | PAR     | Eduardo Arilla Pablo           | PSOE              |
| Cadrete                   | 3.538     | María Ángeles Campillos Viñas  | PP      | Rodolfo Viñas Gimeno           | PSOE              |
| Calatayud                 | 20.658    | José Manuel Aranda Lassa       | PP      | José Manuel Aranda Lassa       | PP                |
| Cariñena                  | 3.457     | Sergio Ortiz Gutiérrez         | PSOE    | Sergio Ortiz Gutiérrez         | PSOE              |
| Caspe                     | 9.927     | María Pilar Herrero Poblador   | PP      | Jesús Antonio Macipe Senante   | PSOE              |
| Cuarte de Huerva          | 11.589    | Jesús Pérez Pérez              | PAR     | Jesús Pérez Pérez              | PAR               |
| Ejea de los Caballeros    | 16.870    | María Teresa Ladrero Parral    | PSOE    | María Teresa Ladrero Parral    | PSOE              |
| Épila                     | 4.593     | Martín Llanas Gaspar           | PSOE    | Jesús Bazán Sanz               | PSOE              |
| Fuentes de Ebro           | 4.643     | María Pilar Palacín Miguel     | PSOE    | María Pilar Palacín Miguel     | PSOE              |
| Illueca                   | 3.159     | Ignacio Herrero Asensio        | PP      | Ignacio Herrero Asensio        | PP                |
| La Almunia de Doña Godina | 7.836     | Victoriano Herraiz Franco      | PP      | Marta Blanca Gracia Blanco     | PSOE              |
| La Muela                  | 4.948     | María Soledad Aured de Torres  | PP      | Adrián Tello Gimeno            | CHA               |
| La Puebla de Alfindén     | 5.864     | Nuria Loris Sánchez            | PP      | Ana Isabel Ceamanos Lavilla    | PSOE              |
| Mallén                    | 3.399     | Antonio Asín Martínez          | PSOE    | Rubén Marco Armingol           | Independiente     |
| María de Huerva           | 5.359     | María del Mar Vaquero Perianez | PP      | María del Mar Vaquero Perianez | PP                |
| Pedrola                   | 3.622     | Felipe Ejido Tórmez            | PSOE    | Felipe Ejido Tórmez            | PSOE              |
| Pinseque                  | 3.625     | Juan Luis Melús Marqués-Juste  | PP      | José Ignacio Andrés Ginto      | PSOE              |
| Ricla                     | 3.203     | Francisco Blas Romeo Cañas     | CHA     | Ignacio Gutiérrez Carnicer     | PSOE              |
| San Mateo de Gállego      | 3.093     | Teresa Isidora Solana Rubio    | PAR     | José Manuel González Arruga    | PSOE              |
| Tarazona                  | 10.864    | Luis María Beamonte Mesa       | PP      | Luis María Beamonte Mesa       | PP                |
| Tauste                    | 7.027     | Miguel Ángel Francés Carbonel  | PP      | Miguel Ángel Francés Carbonel  | PP                |
| Utebo                     | 18.429    | Miguel Carmelo Dalmau Blanco   | PSOE    | Miguel Carmelo Dalmau Blanco   | PSOE              |
| Villanueva de Gállego     | 4.616     | Jesús Gayán Carceller          | FIA     | Mariano Javier Marcén Castán   | Cs                |
| Zaragoza                  | 666.058   | Juan Alberto Belloch           | PSOE    | Pedro Santisteve Roche         | Zaragoza En Común |
| Zuera                     | 7.742     | Antonio Jesús Bolea Gabaldón   | PP      | Luis Antonio Zubieta Lacámara  | PSOE              |
| ------------------------- | --------- | ------------------------------ | ------- | ------------------------------ | ----------------- |

## Resultados en los municipios de más de 3.000 habitantes

### Alagón
- 13 concejales a elegir[7]
- Alcalde saliente: José María Becerril Gutiérrez - PSOE
- Alcalde electo: José María Becerril Gutiérrez - PSOE[8]

| José María Becerril Gutiérrez | PSOE          | 1.096 | 32,43% | 5 | 1  |  |  |  |
| Antonio Manresa Gistas        | PAR           | 816   | 24,14% | 3 | 1  |  |  |  |
| José Esteban Vera Giménez     | CCA-ZGZa      | 479   | 14,17% | 2 | 1b |  |  |  |
| Ismael Ibáñez Gracia          | CHA           | 409   | 12,10% | 1 | 0  |  |  |  |
| Diana Beltrán Fernández       | PP            | 289   | 8,55%  | 1 | 0  |  |  |  |
| Jonatan Gómez Casale          | ARAGONSIPUEDE | 228   | 6,75%  | 1 | 1  |  |  |  |
|                               |               |       |        |   |    |  |  |  |
| Censo                         | Censo         | 5.136 | 100%   |   |    |  |  |  |
| Abstenciones                  | Abstenciones  | 1.691 | 32,92% |   |    |  |  |  |
| Votantes                      | Votantes      | 3.445 | 67,08% |   |    |  |  |  |
| Blancos                       | Blancos       | 63    | 1,86%  |   |    |  |  |  |
| Nulos                         | Nulos         | 65    | 1,89%  |   |    |  |  |  |

a Candidatura Ciudadana de Alagón - ZGZ

b En relación con los resultados obtenidos por Izquierda Unida, partido integrado en Candidatura Ciudadana de Alagón - ZGZ.

### Borja
- 11 concejales a elegir[10] (se eligen 2 concejales menos que en las elecciones municipales de 2011)
- Alcalde saliente: Francisco Miguel Arilla Andía - PAR
- Alcalde electo: Eduardo Arilla Pablo - PSOE[11]

| Eduardo Arilla Pablo          | PSOE         | 774   | 31,35% | 4 | 1 |  |  |  |
| Francisco Miguel Arilla Andía | PAR          | 593   | 24,02% | 3 | 1 |  |  |  |
| Juan María de Ojeda Castellot | PP           | 491   | 19,89% | 2 | 1 |  |  |  |
| Carlos García Viñal           | IU-ZGZ       | 307   | 12,43% | 1 | 1 |  |  |  |
| Juan Manuel Moreno Pérez      | CHA          | 240   | 9,72%  | 1 | 0 |  |  |  |
| José Antonio Pérez Diago      | CA           | 18    | 0,73%  | 0 | 0 |  |  |  |
|                               |              |       |        |   |   |  |  |  |
| Censo                         | Censo        | 3.650 | 100%   |   |   |  |  |  |
| Abstenciones                  | Abstenciones | 1.146 | 31,40% |   |   |  |  |  |
| Votantes                      | Votantes     | 2.504 | 68,60% |   |   |  |  |  |
| Blancos                       | Blancos      | 46    | 1,86%  |   |   |  |  |  |
| Nulos                         | Nulos        | 35    | 1,40%  |   |   |  |  |  |

### Cadrete
- 11 concejales a elegir[12]
- Alcaldesa saliente: María Ángeles Campillos Viñas - PP
- Alcalde electo: Rodolfo Viñas Gimeno - PSOE[13]

| María Ángeles Campillos Viñas | PP            | 692   | 39,75% | 5 | 0 |  |  |  |
| Juan Jesús Gracia Utrilla     | PAR           | 512   | 29,41% | 3 | 1 |  |  |  |
| Johann Fabio Rojas Lozano     | ARAGONSIPUEDE | 185   | 10,63% | 1 | 1 |  |  |  |
| Rodolfo Viñas Gimeno          | PSOE          | 144   | 8,27%  | 1 | 0 |  |  |  |
| Fabio Pérez Buil              | CHA           | 139   | 7,98%  | 1 | 0 |  |  |  |
|                               |               |       |        |   |   |  |  |  |
| Censo                         | Censo         | 2.632 | 100%   |   |   |  |  |  |
| Abstenciones                  | Abstenciones  | 844   | 32,07% |   |   |  |  |  |
| Votantes                      | Votantes      | 1.788 | 67,93% |   |   |  |  |  |
| Blancos                       | Blancos       | 69    | 3,96%  |   |   |  |  |  |
| Nulos                         | Nulos         | 47    | 2,63%  |   |   |  |  |  |

### Calatayud
- 21 concejales a elegir[14]
- Alcalde saliente: José Manuel Aranda Lassa - PP
- Alcalde electo: José Manuel Aranda Lassa - PP[15]

| José Manuel Aranda Lassa        | PP            | 3.399  | 36,48% | 9 | 3 |  |  |  |
| Víctor Javier Ruiz de Diego     | PSOE          | 1.973  | 21,18% | 5 | 1 |  |  |  |
| José Hueso Navarro              | Cs            | 1.314  | 14,10% | 3 | 3 |  |  |  |
| José Antonio Sanmiguel Mateo    | PAR           | 1.104  | 11,85% | 2 | 1 |  |  |  |
| María Ester Pellejer Lassa      | CHA           | 504    | 5,41%  | 1 | 1 |  |  |  |
| Jesús Antonio Temprado Pelegrín | ARAGONSIPUEDE | 500    | 5,37%  | 1 | 1 |  |  |  |
| Isabel Ferruz Martínez          | ZGZc          | 276    | 2,96%  | 0 | 0 |  |  |  |
|                                 |               |        |        |   |   |  |  |  |
| Censo                           | Censo         | 14.528 | 100%   |   |   |  |  |  |
| Abstenciones                    | Abstenciones  | 4.985  | 34,31% |   |   |  |  |  |
| Votantes                        | Votantes      | 9.543  | 65,69% |   |   |  |  |  |
| Blancos                         | Blancos       | 247    | 2,65%  |   |   |  |  |  |
| Nulos                           | Nulos         | 226    | 2,37%  |   |   |  |  |  |

c Calatayud Plural - ZGZ: IU - Equo - Puyalón - Somos - Demos Más - Partido Pirata - Colectivo de Convergencia. Partido Independiente del Moncayo

### Cariñena
- 11 concejales a elegir[16]
- Alcalde saliente: Sergio Ortiz Gutiérrez - PSOE
- Alcalde electo: Sergio Ortiz Gutiérrez - PSOE

| Sergio Ortiz Gutiérrez     | PSOE         | 886   | 52,71% | 6 | 0 |  |  |  |
| Carlos Lorente Vicente     | PP           | 446   | 26,53% | 3 | 0 |  |  |  |
| Santiago Simón Ballesteros | CHA          | 156   | 9,28%  | 1 | 0 |  |  |  |
| Antonio Jesús Rubio García | PAR          | 155   | 9,22%  | 1 | 0 |  |  |  |
|                            |              |       |        |   |   |  |  |  |
| Censo                      | Censo        | 2.315 | 100%   |   |   |  |  |  |
| Abstenciones               | Abstenciones | 593   | 25,62% |   |   |  |  |  |
| Votantes                   | Votantes     | 1.722 | 74,38% |   |   |  |  |  |
| Blancos                    | Blancos      | 38    | 2,26%  |   |   |  |  |  |
| Nulos                      | Nulos        | 41    | 2,38%  |   |   |  |  |  |

### Caspe
- 13 concejales a elegir[17]
- Alcaldesa saliente: María Pilar Herrero Poblador - PP
- Alcalde electo: Jesús Antonio Macipe Senante - PSOE

| Jesús Antonio Macipe Senante | PSOE          | 1.844 | 43,07% | 7 | 2  |  |  |  |
| Ana María Cabrero Roca       | PP            | 1.127 | 26,33% | 4 | 1d |  |  |  |
| Ana María las Heras Fillola  | ARAGONSIPUEDE | 420   | 9,81%  | 1 | 1  |  |  |  |
| Rafael Lumbreras Ortega      | CHA           | 379   | 8,85%  | 1 | 0  |  |  |  |
| Miguel Giménez Gabarre       | PAR           | 250   | 5,84%  | 0 | 2  |  |  |  |
| Domingo Sipiera Piazuelo     | Cs            | 167   | 3,90%  | 0 | 0  |  |  |  |
|                              |               |       |        |   |    |  |  |  |
| Censo                        | Censo         | 6.493 | 100%   |   |    |  |  |  |
| Abstenciones                 | Abstenciones  | 2.064 | 31,79% |   |    |  |  |  |
| Votantes                     | Votantes      | 4.429 | 68,21% |   |    |  |  |  |
| Blancos                      | Blancos       | 94    | 2,20%  |   |    |  |  |  |
| Nulos                        | Nulos         | 148   | 3,34%  |   |    |  |  |  |

d En relación con los obtenidos por el Partido Popular y Compromiso por Caspe, partido integrado en el Partido Popular.

### Cuarte de Huerva
- 17 concejales a elegir[19] (se eligen 4 concejales más que en las elecciones municipales de 2011)
- Alcalde saliente: Jesús Pérez Pérez - PAR
- Alcalde electo: Jesús Pérez Pérez - PAR[20]

| Jesús Pérez Pérez            | PAR           | 1.993 | 38,17% | 8 | 0 |  |  |  |
| María Julia Milagro Pérez    | PP            | 647   | 12,39% | 2 | 1 |  |  |  |
| María Mercedes Pérez Requena | PSOE          | 645   | 12,35% | 2 | 1 |  |  |  |
| Bizén Fuster Santaliestra    | CHA           | 523   | 10,02% | 2 | 1 |  |  |  |
| Rubén García Márquez         | Cs            | 514   | 9,84%  | 2 | 2 |  |  |  |
| Jesús Manuel Díez Pérez      | ARAGONSIPUEDE | 397   | 7,60%  | 1 | 1 |  |  |  |
| Ignacio Rubio Carreras       | IU-ZGZ        | 229   | 4,39%  | 0 | 0 |  |  |  |
| Norberto Freire Santos       | FIA           | 76    | 1,46%  | 0 | 0 |  |  |  |
| Emilio del Castillo Poza     | EB            | 69    | 1,32%  | 0 | 0 |  |  |  |
|                              |               |       |        |   |   |  |  |  |
| Censo                        | Censo         | 8.143 | 100%   |   |   |  |  |  |
| Abstenciones                 | Abstenciones  | 2.871 | 35,26% |   |   |  |  |  |
| Votantes                     | Votantes      | 5.272 | 64,74% |   |   |  |  |  |
| Blancos                      | Blancos       | 129   | 2,47%  |   |   |  |  |  |
| Nulos                        | Nulos         | 50    | 0,95%  |   |   |  |  |  |

### Ejea de los Caballeros
- 17 concejales a elegir[21]
- Alcaldesa saliente: María Teresa Ladrero Parral - PSOE
- Alcaldesa electa: María Teresa Ladrero Parral - PSOE

| María Teresa Ladrero Parral    | PSOE         | 4.305  | 51,92% | 10 | 2  |  |  |  |
| José Antonio Leciñena Martínez | PP           | 1.793  | 21,63% | 4  | 2  |  |  |  |
| Beatriz Izuel Montañés         | EPC-ZGZe     | 1.207  | 14,56% | 2  | 0f |  |  |  |
| Alberto Celma Bernad           | CHA          | 523    | 6,31%  | 1  | 0  |  |  |  |
| María Teresa Artaso Muñoz      | PAR          | 270    | 3,26%  | 0  | 0  |  |  |  |
|                                |              |        |        |    |    |  |  |  |
| Censo                          | Censo        | 12.541 | 100%   |    |    |  |  |  |
| Abstenciones                   | Abstenciones | 4.144  | 33,04% |    |    |  |  |  |
| Votantes                       | Votantes     | 8.397  | 66,96% |    |    |  |  |  |
| Blancos                        | Blancos      | 193    | 2,33%  |    |    |  |  |  |
| Nulos                          | Nulos        | 106    | 1,26%  |    |    |  |  |  |

e Ganar Ejea y Pueblos En Común - ZGZ

f En relación con los resultados obtenidos por Izquierda Unida, partido integrado en Ganar Ejea y Pueblos En Común - ZGZ.

### Épila
- 11 concejales a elegir[22]
- Alcalde saliente: Martín Llanas Gaspar  - PSOE
- Alcalde electo: Jesús Bazán Sanz - PSOE

| Jesús Bazán Sanz                | PSOE         | 1.104 | 45,98% | 6 | 0 |  |  |  |
| Álvaro Bosqued Ramón            | PP           | 627   | 26,11% | 3 | 1 |  |  |  |
| Rodolfo Daniel Ballarín Llanas  | SOMOS EPILA  | 482   | 20,07% | 2 | 2 |  |  |  |
| Ana Isabel Sanz Ballarín        | PAR          | 150   | 6,25%  | 0 | 1 |  |  |  |
| Félix Ramón Pimpinela Capmartín | FIA          | 17    | 0,71%  | 0 | 0 |  |  |  |
|                                 |              |       |        |   |   |  |  |  |
| Censo                           | Censo        | 3.161 | 100%   |   |   |  |  |  |
| Abstenciones                    | Abstenciones | 718   | 22,71% |   |   |  |  |  |
| Votantes                        | Votantes     | 2.443 | 77,29% |   |   |  |  |  |
| Blancos                         | Blancos      | 21    | 0,87%  |   |   |  |  |  |
| Nulos                           | Nulos        | 42    | 1,72%  |   |   |  |  |  |